# Woopie
Woopie („englisch; Kurzwort aus well-off older person »wohlhabende ältere Person«“) ist ein Anglizismus aus dem Marketingslang. Damit werden finanziell abgesicherte (und damit kaufkräftige) Senioren bezeichnet.
Der Begriff bezieht sich nicht auf das bestimmte Alter eines Rentners, sondern auf seine finanziellen Möglichkeiten.

## Ähnliche Begriffe
- Buppie (Black Yuppie)
- Rumpie (rural, upwardly-mobile professional), junger, vom Land stammender Aufsteiger oder karrierebewusster Mensch.
- Yuppie (young urban professional), junger karrierebewusster, großstädtischer Mensch.
- Yuspie (young urban single professional), ein Single mit Universitätsabschluss und guter Stellung.